# Rochuskapelle (Lüttenglehn)

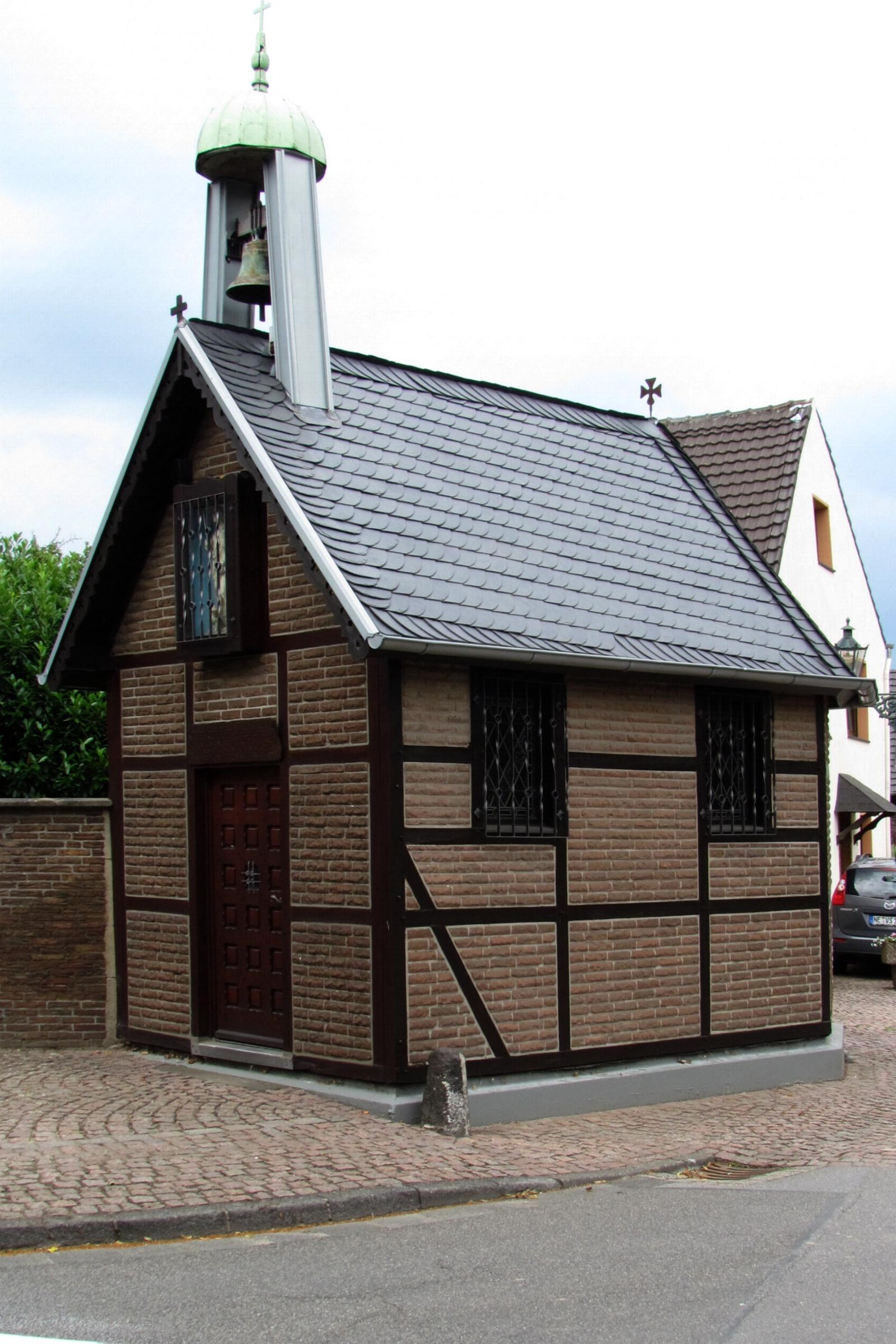
Rochuskapelle

Die Rochuskapelle steht im Stadtteil Lüttenglehn in Korschenbroich  im Rhein-Kreis Neuss in Nordrhein-Westfalen, Birkhofstraße.
Die Kapelle wurde 1777 erbaut und unter Nr. 094 am 4. Februar 1987 in die Liste der Baudenkmäler in Korschenbroich eingetragen.

## Architektur
Die Fachwerk-Kapelle mit dreiseitiger Apsis hat einen Dachreiter. Über der Tür befindet sich eine Nische mit Rochusfigur. Das Bauwerk wurde 1912 renoviert. Die Inschrifttafel über der Tür und Glasfenster zeigt Jahreszahlen.